# Енина
Енина (болг. Енина) — село в Болгарии. Находится в Старозагорской области, входит в общину Казанлык. Население составляет 2 407 человек.

## Политическая ситуация
В местном кметстве Енина, в состав которого входит Енина, должность кмета (старосты) исполняет Бонё Мирчев Бонев (независимый) по результатам выборов.
Кмет (мэр) общины Казанлык — Стефан Христов Дамянов (инициативный комитет) по результатам выборов.